# Ethereal wave
Ethereal Wave lub Ethereal – podgatunek muzyki darkwave popularny szczególnie w latach 80. XX wieku, a dokładniej w latach 1983/84.
Jest to muzyka łącząca w sobie elementy takich gatunków jak darkwave, rock gotycki i ambient. Czasem bywa nazywany ambientem dla gotów. Jest to muzyka oniryczna, spokojna i w klimacie mistyczna. 
Główni wykonawcy: Cocteau Twins, Dead Can Dance, Autumn's Grey Solace, Black Tape for a Blue Girl, Faith & Disease czy Dark Orange.